# 蘇伊士兔頭魨
蘇伊士兔頭魨為輻鰭魚綱魨形目四齒魨亞目四齒魨科的其中一種，為溫帶海水魚，分布於西印度洋紅海的蘇伊士運河海域，體長可達18公分，棲息在底層水域，生活習性不明。

## 扩展阅读
維基物種上的相關：蘇伊士兔頭魨